# Parathesis seibertii
Parathesis seibertii là một loài thực vật thuộc họ Myrsinaceae. Loài này có ở Costa Rica và Panama. Chúng hiện đang bị đe dọa vì mất môi trường sống.